# Egretta picata
La garzetta testabianca (Egretta picata (Gould, 1845)) è un uccello della famiglia degli Ardeidi, diffuso nelle zone costiere e sub-costiere dell'Australia settentrionale come pure alcune aree della Nuova Guinea e Wallacea.

## Descrizione
È un piccolo airone con le ali, corpo e testa color ardesia, con gola e collo bianchi.
Gli esemplari immaturi mancano della cresta e della colorazione scura sulla testa.
Il suo habitat principale comprende le praterie e i terreni paludosi.

## Biologia
Si ciba di insetti e altri piccoli animali acquatici. Nidifica negli alberi, incluse le mangrovie, spesso in comunità con altre specie di aironi.